# Summer of 4 Ft. 2
"Summer of 4 Ft. 2" är avsnitt 25 och sista från säsong sju av Simpsons. Avsnittet sändes på Fox i USA den 19 maj 1996.  I avsnittet blir det sommarlov för barnen och familjen Simpson åker till familjen Flanders strandhus. Lisa bestämmer sig för att bli populär vilket stänger ute Bart som bestämmer sig för att stoppa hennes planer.
Avsnittet skrevs av Dan Greaney och regisserades av Mark Kirkland. Christina Ricci gästskådespelar som Erin och Marcia Wallace som Edna Krabappel. Strandhuset är baserat på Josh Weinsteins föräldrars hus. Avsnittet fick en Nielsen ratings på 8.8 och var det näst mest sedda på Fox under veckan.

## Handling
Det är sista skoldagen innan sommarlovet och Lisa blir ledsen då ingen vill skriva sitt namn i hennes årsbok och hon tittar avundsjuk på Bart som alla vill skriva i. Ned Flanders erbjuder familjen Simpson att bo en vecka i hans strandhus i Little Pwagmattasquarmsettport då han inte kan besöka den. Marge gillar idén och bestämmer sig för att åka dit med familjen. Bart får ta med sig Milhouse och Lisa får också ta med sig en vän. Lisa har ingen vän att ta med sig så hon bestämmer sig för att resa med tomt bagage och skaffa en ny stil då de kommer fram till semestern. Marge köper nya kläder till Lisa och hon går och träffar några lokala barn. En av dem är Erin som blir vänner med henne då hon låtsas vara cool och ingen nörd. Bart blir avundsjuk och försöker sno Lisas vänner men misslyckas utan de skrattar åt honom. Bart klagar hos Marge för att Lisa blivit populär genom att härma honom men hon ber honom att låta henne vara i fred.
Homer går och köper fyrverkerier inför USA:s självständighetsdag och på självständighetsdagen bestämmer sig Bart för att visa Lisas årsbok för hennes nya vänner vilket gör henne ledsen och börjar gråta och springer iväg från sina vänner. Nästa dag är barnen och föräldrarna på en karneval där Bart och Lisa fortsätter att bråka. Då Lisa kommer tillbaka till strandhuset upptäcker hon att hennes nya vänner har det som dekorerat familjens bil till henne och berättar för henne att de gillar henne ändå. Lisa blir glad över att ha fått vänner som accepterar henne som hon är. På vägen hem visar Bart årsboken till Lisa och att vännerna skrivit hyllningar till henne i den och hon förlåter Bart medan Milhouse hälsar att han också skrev i boken.

## Produktion
Avsnittet skrevs av Dan Greaney och regisserades av Mark Kirkland. Det var Greaneys andra manus. Produktionen ville ha ett avsnitt om sommar med så mycket saker man kan göra på en semester som möjligt. David Silverman, gillar avsnittet eftersom det känns som man själv är på en sommarsemester.
Området där familjen Flanders strandhus ligger är baserat på Cape Cod. Idén kom efter att fler av författarna varit på Cape Cod. Animatörerna och bakgrundsdesignern Lance Wilder kollade på fotografier av Cape Cod för att få inspiration. Strandhuset är baserat på Josh Weinsteins föräldrars hus i New Hampshire, som författarna fick besöka. Då var på besök spelade de sällskapspel vilket gav dem idén att låta dem spela Mystery Date. Silverman anser att avsnittet är svårare att animera för de har nya bakgrunder och utspelar sig på en helt ny plats.
Christina Ricci gästskådespelar som Erin. Ricci fick spela in sina repliker via telefon. Weinstein som är ett fan av Ricci, anser att hon gjorde ett bra jobb. Marcia Wallace gästskådespelar som Edna Krabappel.

## Kulturella referenser
Titeln är en parodi på Sommaren '42. Lisa drömmer att hon utanför biblioteket träffar Pippi Långstrump, Eustace Tilley, Alice och Hattmakaren. Milhouse tycker att Lisa ser ut som Blossom. TeeJay's ZayMart är en parodi på Zayre och T.J. Maxx. Då Homer tänker köpa fyrverkier är det en referens till en scen i Sista natten med gänget. Mystery Date-spelet är baserat på ett riktigt spel av Milton Bradley Company, Weinstein spelade det som barn och anser att ett tråkigt spel för en liten pojke. I slutet spelas "All Summer Long" av The Beach Boys.

## Mottagande
Avsnitt hamnade på plats 42 över mest sedda program under veckan med en Nielsen ratings på 8.8. Det var det näst mest sedda programmet på Fox under veckan.
I boken I Can't Believe It's a Bigger and Better Updated Unofficial Simpsons Guide har Warren Martyn och Adrian Wood har de skrivit att avsnittet handlar om en som försöker komma in i en grupp.. Lisa får en ny karaktär medan Homer försöker leta upp fyrverkerier. Dave Foster från DVD Times har sagt att avsnittet är hans favorit med Lisa från säsongen. Den går från lugn och cool till eldig och aggressiv. Vi får sällan se Lisa så frestande till något som i avsnittet som innehåller många bra mellanhistorier med resten av familjen vilket gör avsnittet till ett av de finaste från säsongen. På DVD Movie Guide har Colin Jacobson njutit avsnittet och han gillar hur Bart blir avundsjuk på Lisas popularitet. Bart blir lite elak i avsnittet men det är underhållande. Han anser att Marge har sina bästa ögonblick igen och gillar henne då hon kör radiobilarna. Jennifer Malkowski från DVD Verdict anser att den bästa delen är då Milhouse visar sitt meddelande till Lisa i årsboken och scenerna med Mystery Date-spelet. Hon gav avsnittet betyget A.